# Août 1847

## Événements
- 3 août : 
  - Concordat entre la Russie et le Saint-Siège.
  - France : la Chambre des pairs discutant du budget de l'Intérieur, Victor Hugo intervient en faveur d'une subvention aux théâtres.
- 5 août, France : lecture, à la Chambre des pairs, d'une lettre accusatrice de Warnery.
- 9 août, France :
  - une nouvelle loi ajoute aux mesures favorables de la loi du 18 juillet 1845 sur l’esclavage, et institue des cours criminelles chargées de connaître des crimes commis envers et par des esclaves;
  - loi sur l'achèvement du chemin de fer de Paris à Valenciennes;
  - loi sur des modifications aux conditions de concession du chemin de fer de Paris à Lyon;
  - loi sur le classement du chemin de fer de Montereau à Troyes.
- 11 août, France : loi autorisant un emprunt en rentes 3 % (9,966,777 fr. de rentes), avec affectation aux travaux publics extraordinaires, produisit 250 000 000 qui devaient réduire d'autant le chiffre de la dette flottante.
- 14 août, France : Victor Hugo envoie à Alice Ozy un quatrain à propos de son lit.
- 15 août : 
  - Mutinerie de volontaires dans le nord du Mexique. Les rebelles sont graciés pour permettre le retour au calme.
  - France : second quatrain de Victor Hugo à Alice Ozy.
- 16 août : 
  - L’Autriche occupe militairement Ferrare.
  - France : date probable des relations intimes de Victor Hugo avec Alice Ozy.
- 17 août, France : le duc de Choiseul-Praslin assassine sa femme, fille du maréchal Sébastiani.
- 19 - 20 août : bataille de Contreras.
- 20 août : 
  - Bataille de Churubusco.
  - France : Praslin s'empoisonne.
- 24 août, France : mort de Praslin qui s'est empoisonné à la prison du Luxembourg.
- 29 août, France : François Buloz est nommé administrateur de la Comédie-Française.
- 31 août, France : émeutes rue Saint-Honoré. Elles vont durer plusieurs jours.

## Naissances
- 9 août : Charles Joseph Tanret (mort en 1917), pharmacien et chimiste français.
- 18 août : El Gallo (Fernando Gómez García), matador espagnol († 2 août 1897).
- 27 août : Caspar Augustin Geiger, peintre allemand († 12 novembre 1927).